# Charles Radbourn
Charles Gardner Radbourn (Rochester, 11 dicembre 1854 – Bloomington, 5 febbraio 1897) è stato un giocatore di baseball statunitense che ha giocato nel ruolo di lanciatore nella Major League Baseball (MLB). È stato introdotto nella National Baseball Hall of Fame nel 1939.

## Carriera
Radbourn giocò per i Buffalo Bisons (1880), i Providence Grays (1881–1885), i Boston Beaneaters (1886–1889), i Boston Reds (1890) e i Cincinnati Reds (1891).
Nato a New York e cresciuto nell'Illinois, Radbourn giocò nelle minor league prima di fare il suo debutto nelle major league per i Buffalo Bisons nel 1880. L'anno successivo passò ai Providence Grays, con cui, nella stagione 1884, vinse un record MLB ancora attivo di 60 partite, lanciando ogni giorno ed avendo un tale dolore al braccio che non poteva sollevarlo per toccarsi i capelli. Quell'anno chiuse con 73 gare complete e guidò anche la National League (NL) in media PGL (ERA) e strikeout andando a vincere la Tripla corona mentre i Grays conquistarono il pennant della NL. Dopo la stagione regolare contribuì anche alla vittoria delle World Series 1884, lanciando in ogni inning delle tre partite. Il suo record di 60 vittorie è generalmente considerato imbattibile poiché dal 1991 nessun lanciatore ha disputato più di 37 gare come partente.
Nel 1885, quando i Grays fallirono, il roster passò sotto il controllo della NL e Radbourn si accasò ai Boston Beaneaters. Trascorse quattro stagioni con la squadra, dopo di che passò un anno con i Boston Reds e concluse la carriera con i Cincinnati Reds.

## Palmarès
- Tripla corona: 1

1884
- Leader della National League in vittorie: 2

1883, 1884
- Leader della National League in media PGL: 1

1884
- Leader della National League in strikeout: 2

1882, 1884
- No-hitter lanciati: 1

25 luglio 1883
- Club delle 300 vittorie
- Record MLB 60 vittorie in una stagione